# Nahum Tate
Nahum Tate född 1652 , död 1715, var en engelsk författare. 
Tillsammans med Nicholas Brady var Tate psalmboksutgivare. Han författade själv psalmer och är representerad i The Church Hymn book 1872 med 13 psalmer (nr 68, 96, 100, 131, 163, 210, 212, 224, 333, 397, 870, 1186 och 1257). Tate författade också librettot till Henry Purcells opera Dido och Aeneas som uppfördes 1688 och 1690.

## Psalmer
- Som hjorten uti middagstiden, medförfattare till nr 314 i Svenska Missionsförbundets sångbok 1920, som översattes till svenska av Erik Nyström.

## UrThe Church Hymn book 1872
- Oh, praise ye the Lord (1696) nr 68, bygger på Ps. 49
- Oh, 't was a joyful sound to hear (1696) nr 96, bygger på Ps. 122
- O God of hosts, the mighty Lord (1696) nr 100, bygger på Ps. 84
- With one consent, let all the earth (1696) nr 131, bygger på Ps. 100
- Oh come, loud anthems let us sing (1696) nr 163, bygger på Ps.95
- Oh, we praise thee, and confess (1703) nr 210 Te Deum laudamus tillsammans med Nicholas Brady
- Through endless years, thou art the same nr 212 tillsammans med Isaac Watts
- Through all the changing scenes of life (1696) nr 224
- Come, Holy Ghost, Creator, come nr (1703) Veni Creator Spiritus av Maurus Hrabanus
- While shepards watched their flocks by night (1696) nr 397
- As pants the hart for cooling streams (1696) nr 870, bearbetad 1834 av Henry Francis Lyte, bygger på Ps. 42
- When we, our wearied limbs to rest (1696) nr 1186
- To bless thy chosen race (1696) nr 1257